# Idea stolli
Idea stolli is een vlinder uit de familie Nymphalidae, onderfamilie Danainae.
De soort komt voor in Zuidoost-Azië. De vleugels zijn wit met zwarte stippen en adering. Ze bereiken een spanwijdte van ongeveer 15 centimeter. De vlinder vliegt in een golvende vlucht met trage vleugelslag.
Waardplanten voor Idea stolli zijn Agonosma cymosa en Agonosma corymbosa.

## Ondersoorten
De volgende ondersoorten zijn beschreven:
- I. s. alcine Fruhstorfer, 1910
- I. s. bintanga van Eecke, 1915
- I. s. hypata Fruhstorfer, 1910
- I. s. logani (Moore, 1883)
- I. s. stolli (Moore, 1883)
- I. s. thalassica Fruhstorfer, 1910
- I. s. virgo Fruhstorfer, 1903